# Június 18.
Június 18. az év 169. (szökőévben 170.) napja a Gergely-naptár szerint. Az évből még 196 nap van hátra.
Névnapok: Arnold, Levente + Arnó, Arnót, Dezdemóna, Dolóresz, Doloróza, Efraim, Eliz, Eufémia, Evódia, Ilmár, Levéd, Levedi, Levendula, Márk, Markó, Márkó, Márkus, Sudár, Sudárka

## Események
- 1522 – Klissza megvédi magát a boszniai pasák támadásától.
- 1757 – A (második) kolíni csata az osztrák örökösödési háborúban, a Lotaringiai Károly herceg által vezetett császári haderő legyőzi II. Frigyes porosz király hadseregét.
- 1812 – Az Amerikai Egyesült Államok hadat üzent Nagy-Britanniának.
- 1815 – A waterlooi csata,[1] I. Napóleon francia császár döntő veresége. A napóleoni háborúk vége.
- 1902 – II. Abdul-Medzsid oszmán kalifa második házassága Hair un-nisa Kadin Effendivel
- 1937 – Felszállnak Moszkvából Valerij Cskalov és társai. ANT–25 típusú gépük az Északi-sark érintésével két nap múlva száll le Vancouver mellett.
- 1940 – Franciaországi hadjárat: Franciaország tűzszünetet kér a németektől. (A compiègne-i fegyverszünetet június 22-én kötik meg).
- 1948 – A Budapest–Cegléd–vasútvonal töltésen futó új szakaszának átadásával megszűnik a Thököly úti halálsorompó.
- 1979 – Leonyid Brezsnyev szovjet pártfőtitkár és Jimmy Carter amerikai elnök Bécsben aláírja a SALT–2 megállapodást.

## Sportesemények
Formula–1
- 1950 –  belga nagydíj, Spa-Francorchamps - Győztes: Juan Manuel Fangio  (Alfa Romeo)
- 1961 –  belga nagydíj, Spa-Francorchamps - Győztes: Phil Hill  (Ferrari). A Ferrari egyetlen négyes győzelme.
- 1967 –  belga nagydíj, Spa-Francorchamps - Győztes: Dan Gurney  (Eagle Weslake)
- 1989 –  kanadai nagydíj, Montreal - Győztes: Thierry Boutsen  (Williams Renault)
- 2000 –  kanadai nagydíj, Montreal - Győztes: Michael Schumacher  (Ferrari)

Labdarúgás
- 1972 – Az NSZK labdarúgó válogatottja az Európa-bajnokság brüsszeli döntőjén 3-0-ra győzi le a Szovjetunió csapatát.

## Születések
- 1294 – IV. (Szép) Károly francia és navarrai király († 1328)
- 1482 – Martinuzzi Frater György pálos szerzetes, esztergomi érsek, bíboros, az önálló Erdély megszervezője († 1551)
- 1812 – Ivan Alekszandrovics Goncsarov orosz író, legismertebb regénye az Oblomov († 1891)
- 1813 – Noisser Richárd magyar hírlapíró, szerkesztő, a Das Vaterland (Hazánk) alapítója († 1859)
- 1816 – Télffy János magyar nyelvtudós († 1898)
- 1845 – Alphonse Laveran Nobel-díjas francia orvos († 1922)
- 1855 – Kollár Péter magyarországi szlovén író († 1908)
- 1868 – Horthy Miklós altengernagy, Magyarország kormányzója († 1957)
- 1875 – Mandel Sámuel magyar rabbi († 1943)
- 1882 – Georgi Dimitrov bolgár kommunista politikus, a Komintern egyik vezetője, Bulgária miniszterelnöke († 1949)
- 1884 – Édouard Daladier francia politikus, miniszterelnök († 1970)
- 1886 – George Mallory felfedező, hegymászó, a Mount Everesten tűnt el († 1924)
- 1890 – Ferenczy Béni Kossuth-díjas magyar szobrász, grafikus († 1967)
- 1890 – Ferenczy Noémi Kossuth-díjas magyar festőművész († 1957)
- 1892 – Meixner Emil magyar földbirtokos, gazdálkodó, országgyűlési képviselő († 1976)
- 1901 – Anasztaszija Nyikolajevna Romanova orosz nagyhercegnő († 1918)
- 1902 – Borisz Vasziljevics Barnet orosz szovjet filmrendező († 1965)
- 1907 – Varlam Tyihonovics Salamov, komi (zürjén) származású orosz író († 1982)
- 1915 – F. Györffy Anna magyar grafikusművész, illusztrátor († 2006)
- 1918 – Jerome Karle Nobel-díjas amerikai kémikus, krisztallográfus († 2013)
- 1919 – Jüri Järvet észt színész († 1995)
- 1924 – Máriássy Judit József Attila-díjas magyar író, újságíró, forgatókönyvíró († 1986)
- 1927 – Ilosfalvy Róbert Kossuth-díjas magyar operaénekes (tenor) († 2009)
- 1929 – Jürgen Habermas német történész, filozófus, szociológus
- 1930 – Németh József magyar színész, operaénekes
- 1932 – Dudley R. Herschbach Nobel-díjas amerikai kémikus
- 1933 – Szilágyi Pál erdélyi magyar matematikus, egyetemi tanár, egyetemszervező († 2017)
- 1936 – Denny Hulme új-zélandi autóversenyző, a Formula–1 egyetlen új-zélandi világbajnoka († 1992)
- 1942 – Paul McCartney angol énekes, dalszövegíró (The Beatles, Wings)
- 1943 – Marton Éva Kossuth-díjas magyar opera-énekesnő, a nemzet művésze
- 1943 – Raffaella Carrà olasz énekesnő, színésznő, műsorvezető († 2021)
- 1946 – Tardos Júlia magyar újságíró, rádiós és televíziós szerkesztő-riporter, műsorvezető, tanár († 2024)
- 1950 – Szilágyi Ákos József Attila-díjas magyar költő, műfordító, irodalomtörténész, műkritikus
- 1952 – Carol Kane amerikai filmszinésznő.
- 1952 – Isabella Rossellini amerikai filmszinésznő.
- 1953 – Peter Donohoe angol zongoraművész, karmester
- 1959 – Pregitzer Fruzsina Jászai-díjas magyar színésznő, érdemes művész
- 1962 – Kováts Adél Kossuth- és Jászai Mari-díjas magyar színésznő, színházigazgató.
- 1962 – Vajdai Vilmos magyar színész, rendező
- 1966 – Tóth Sándor magyar színész
- 1967 – Szegezdi Róbert magyar színész
- 1973 – Alexandros Papadimitriou görög kalapácsvető
- 1974 – Kékkovács Mara magyar színésznő
- 1976 – Horváth Lili magyar színésznő
- 1976 – Margl Tamás magyar atléta
- 1986 – Richard Gasquet francia teniszező
- 1986 – Meaghan Rath kanadai színésznő
- 1986 – Tenki Réka Jászai Mari-díjas magyar színésznő
- 1987 – Tomori Zsuzsanna magyar kézilabdázó
- 1988 – Fehér Tibor Jászai Mari-díjas magyar színész
- 1988 – Tompos Márton magyar politikus, országgyűlési képviselő
- 1991 – Danil Privalov azeri műkorcsolyázó
- 1995 – Huszák Alexandra magyar jégkorongozó

## Halálozások
- 1916 – Helmuth Johannes Ludwig von Moltke porosz vezérezredes, Gróf Helmuth Karl Bernhard von Moltke unokaöccse, 1914-ig a német császári haderő vezérkari főnöke (* 1848)
- 1928 – Roald Amundsen norvég sarkkutató, a Déli-sark felfedezője, repülőgépével eltűnt (* 1872)
- 1934 – Derkovits Gyula magyar festő- és grafikusművész (* 1894)
- 1936 – Makszim Gorkij (er. Alekszej Makszimovics Peskov) orosz író, drámaíró, publicista (* 1868)
- 1960 – Al Herman amerikai autóversenyző (* 1927)
- 1962 – Alekszej Innokentyjevics Antonov szovjet hadseregtábornok (* 1896)
- 1967 – Giacomo Russo olasz autóversenyző, aki versenyzéskor a (Geki) becenevet használta (* 1937)
- 1974 – Georgij Konsztantyinovics Zsukov marsall, szovjet katonai vezető, II. világháborús hadvezér, honvédelmi miniszter (* 1896)
- 1980 – Kazimierz Kuratowski lengyel matematikus, az MTA tagja (* 1896)
- 1988 – Bese Lajos magyar nyelvész, Mongólia-kutató (* 1926)
- 1998 – Charles Korvin (Kárpáthy Korvin Géza), magyar nemzetiségű amerikai színész (* 1907)
- 2004 – Schöpflin Gyula (írói neve: Nagypál István) író, műfordító, újságíró, Schöpflin Aladár fia (* 1910)
- 2005 – Manuel Sadosky argentin matematikus (* 1914)
- 2011 – Litkey Bence többszörös magyar bajnok vitorlázó, festőművész (* 1942)
- 2012 – Dobai Vilmos Jászai Mari-díjas rendező (* 1928)
- 2018 – XXXTentacion amerikai rapper (* 1998)
- 2020 – Benedek Tibor háromszoros olimpiai, világ-, és Európa-bajnok magyar vízilabdázó, edző (* 1972)
- 2020 – Vera Lynn angol énekesnő, dalszerző, színésznő (* 1917)
- 2021 – Major Anna magyar dramaturg (* 1932)
- 2024 – Anouk Aimée Golden Globe-díjas francia színésznő (* 1932)
- 2024 – Szabó Bálint erdélyi magyar építész, restaurátor  (* 1944)

## Nemzeti ünnepek, emléknapok, világnapok
- Az autista büszkeség nemzetközi napja 2007 óta. (Az autizmus világnapja április 2-án van.)